# 三英傑
三英傑（さんえいけつ）、もしくは郷土三英傑・戦国三英傑は、現在の愛知県（当時は尾張国と三河国）出身で特に名古屋にゆかりがあり、戦国時代の日本において天下統一を主導した織田信長、豊臣秀吉、徳川家康の3人の戦国大名を、主に後世（#概念の成立を参照）の中部地方や愛知県で顕彰する呼称。口語では戦国の三傑が用いられる。名古屋まつりでは毎年、この3人にちなんで郷土英傑行列が行われている。
三英傑
- 織田信長（1534年 - 1582年）
- 豊臣秀吉（1537年 - 1598年）
- 徳川家康（1543年 - 1616年）

## 概念の成立
江戸時代までは尾張と三河を一体視する考え方は無く、また江戸時代に「神君」とされた家康と他の二者を一緒くたに語るのは困難であったことから、「三英傑」概念の成立は明治時代まで下る。ただし、嘉永5年（1852年）小田切春江著『尾張英傑画伝』では、三英傑の3人に源頼朝と足利尊氏を加えて「草創五君」と呼び、信長・秀吉及びその麾下の武将たちを含めて「日本の英雄」の多くが尾張から出たと記し、三英傑のイメージの一部を提供したのが読み取れる。三英傑を取り上げた最初の書物は、明治12年（1879年）成立の水谷民彦『三傑年譜』全30巻とみられる。ただし、水谷はあくまで尊王の観点から3人を取り上げており、『三傑年譜』も写本でしか伝わっていないことから影響力も少なかったとみられる。次いで注目すべきは、在京愛知県出身者によって編集された雑誌『愛知学芸雑誌』創刊号に、地理学者・志賀重昂がよせた論考である。志賀はここで愛知の地理的一体性を強調し、その地理的環境が幾多の英雄を生み出したが、その代表的存在が三英傑であり、彼らを顧みることで県民の奮起を促している。一方言論だけでなく、清須・中村・岡崎における史蹟公園の整備という形で県民の教化が進められている。
こうして戦前までに、信長・秀吉・家康を並列的に「郷土の英傑」として讃える見方が定着した。昭和30年（1955年）には名古屋まつりに「郷土英雄行列」が登場し、現在も続いている（後述）。
なお、「三英傑」という言葉は、東海三県では通じるが、西側は岐阜県と滋賀県の県界線、東側は静岡県の掛川市あたりまでしか通じにくい。

## 天下餅

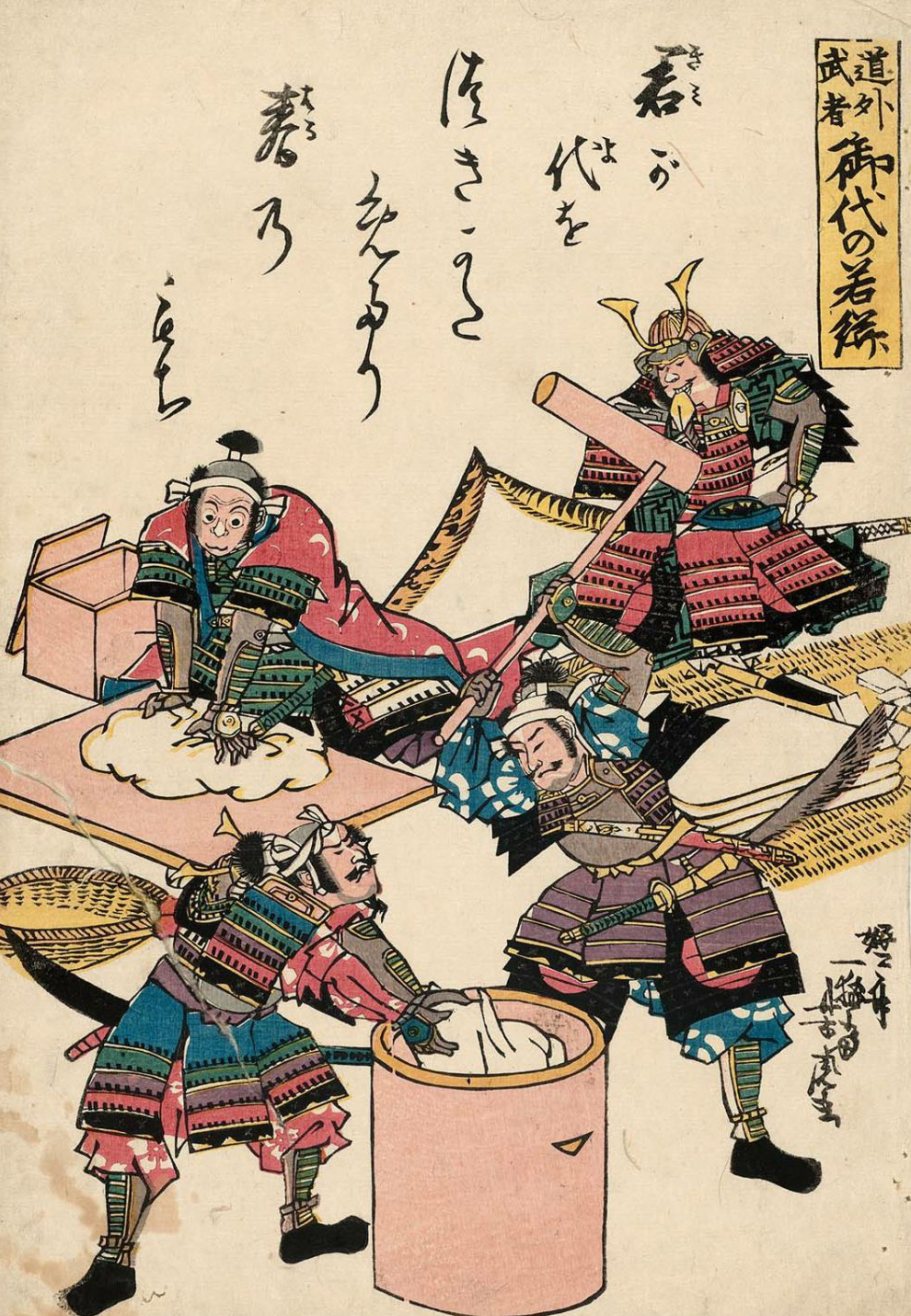
「道化武者 御代の若餅」　画中に「君が代を　つきかためたり　春のもち」の句を記す。歌川芳虎画。

当時三英傑という呼称は無かったものの、天下人の座を受け継いだ三人を一まとめにする考え方は江戸時代から存在した。天保 - 嘉永期に「織田がつき　羽柴がこねし　天下餅　座して喰らふは　徳の川」という狂歌が流布され、歌川芳虎によって錦絵も描かれた。ただしこの絵には明智光秀も含まれている。

## ホトトギスの喩え
三英傑の性格を、鳴かないホトトギスをどうするかという題材で後世の人が言い表している（それぞれ本人が実際に詠んだ句ではない）。これらの川柳は江戸時代後期の平戸藩主・松浦清の随筆『甲子夜話』に見える（q:時鳥#川柳）。
以下に引用とその解釈を記す。なお、「時鳥」「杜鵑」「郭公」と書き分けているが、読みはいずれも「ホトトギス」である。
- 「なかぬなら殺してしまへ時鳥 織田右府」（織田信長）
  - この句は、織田信長の短気さと気難しさを表現している。
- 「鳴かずともなかして見せふ杜鵑 豊太閤」（豊臣秀吉）
  - この句は、豊臣秀吉の好奇心旺盛なひとたらしぶりを表現している。
- 「なかぬなら鳴まで待よ郭公 大權現様」（徳川家康）
  - この句は、徳川家康の忍耐強さを表している。

## 三英傑を全て演じた人物
2019年現在で 6人いる。以下に三英傑を全て演じた年代順に並べた。複数作品で同一の英傑を演じている場合は最初の一作のみを記す。太字は主演作である。
- 實川延一郎
1924年 - 映画『鬼作左衛門の娘』（家康役）
1926年 - 映画『地獄に落ちた光秀』（信長役）
1931年 - 映画『怪盗石川五右衛門』（秀吉役）[注 3]？

- 津川雅彦
1964年 - NET/連続テレビドラマ『徳川家康』（信長役）[注 4]
1987年 - NHK/大河ドラマ『独眼竜政宗』（家康役）[注 5]
1993年 - テレビ朝日/新春5時間時代劇スペシャル『独眼竜の野望 伊達政宗』（秀吉役）
- 松方弘樹
1987年 - TBS/大型時代劇スペシャル『太閤記』（信長役）
1988年 - TBS/大型時代劇スペシャル『徳川家康』（家康役）
1995年 - TBS/大型時代劇スペシャル『愛と野望の独眼竜 伊達政宗』（秀吉役）
- 中村橋之助（3代目）[注 6]
1988年 - NHK/大河ドラマ『武田信玄』（家康役）
2006年 - テレビ朝日/火曜時代劇『太閤記〜天下を獲った男・秀吉』（秀吉役）
2009年 - 映画『GOEMON』（信長役）
- 竹中直人
1995年 - テレビ東京/新春ワイド時代劇『豊臣秀吉 天下を獲る!』（家康役）
1996年 - NHK/大河ドラマ『秀吉』（秀吉役）
2014年 - NHK/大河ドラマ『軍師官兵衛』（秀吉役）
2016年 - NHK BSプレミアム/プレミアムよるドラマ『最後のレストラン』[注 7]（信長役）
2020年 - ゲーム『仁王2』（秀吉役）
- 置鮎龍太郎
2004年 - コーエー（現・コーエーテクモゲームス）『決戦III 』（信長役）
2006年 - カプコン『戦国BASARA2』（秀吉役）
2016年 - アニメ『信長の忍び』（家康役）

以下は三英傑を二役まで演じた俳優の一覧（太字はこれから全て演じる可能性のある存命人物）。
芦田伸介、嵐寛寿郎、伊勢谷友介、市川右太衛門、市川莚十郎、市川左團次 (3代目)、大河内傳次郎、岡田英次、尾上松之助、織田政雄、香川良介、風間杜夫、勝新太郎、観世栄夫、北村和夫、北大路欣也、木村拓哉、佐藤允、佐藤慶、椎名桔平、実川延松、進藤英太郎、高橋英樹、中村嘉葎雄、中村勘三郎 (17代目)、仲村トオル、西田敏行、西村晃、林隆三、東野英治郎、藤木直人、藤田まこと、宗春太郎、森繁久彌、役所広司、三船敏郎、山﨑努、山城新伍、山村聰、市村正親

## 名古屋まつり
愛知県名古屋市が毎秋行う名古屋まつりでは、三英傑を主役とする祭りが盛大に行われる。三英傑はほぼ毎年公募され、そのうち織田信長役の志望者は乗馬ができることが要求される。名古屋まつりで三英傑を演じた者のOB会があり、英傑会と名乗っている。